# Havsbräken
Havsbräken (Asplenium marinum) är en svartbräkenväxtart som beskrevs av Carl von Linné. Asplenium marinum ingår i släktet Asplenium och familjen Aspleniaceae.

## Underarter
Arten delas in i följande underarter:
- A. m. incisum
- A. m. depauperatum
- A. m. praealtum

## Bildgalleri

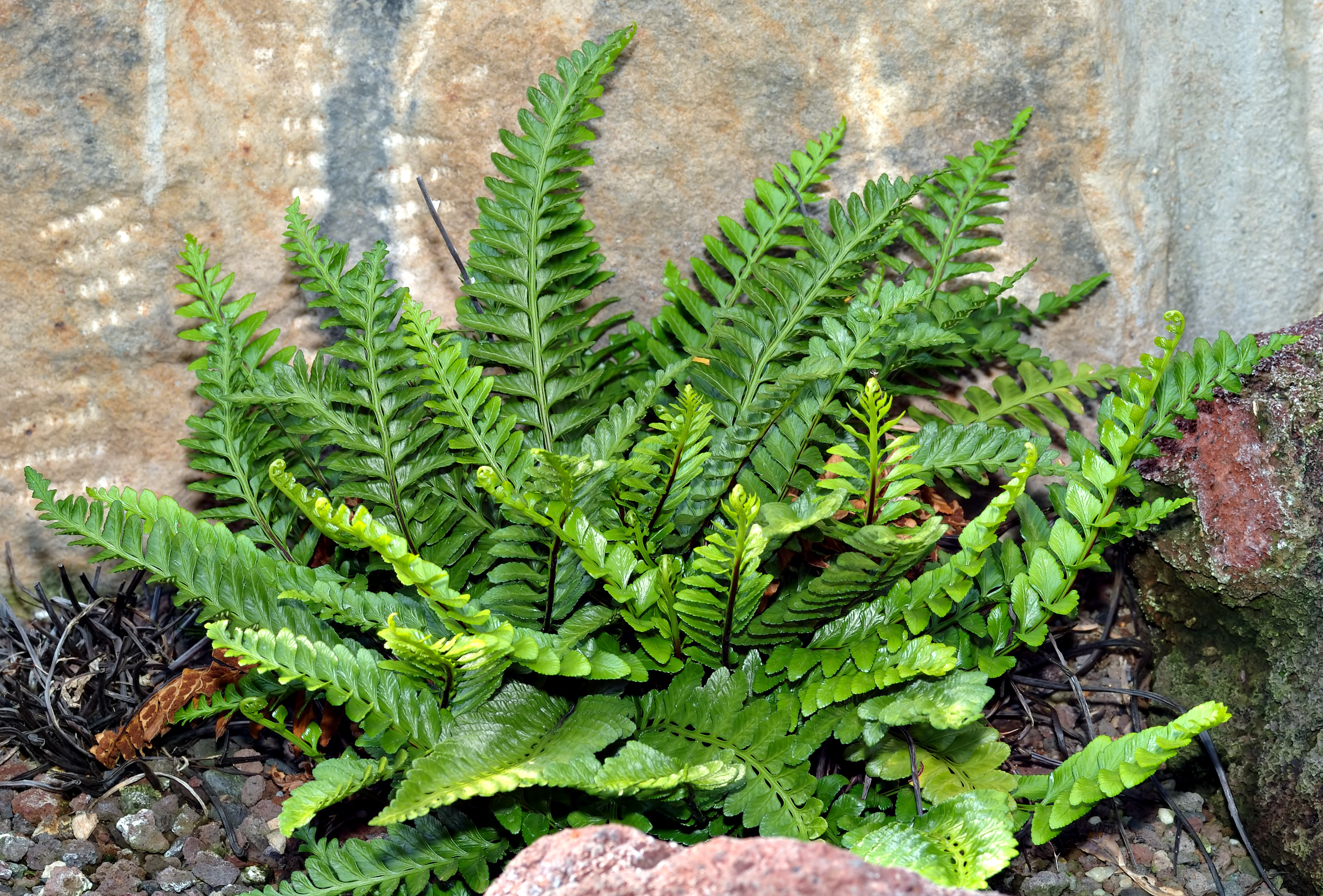
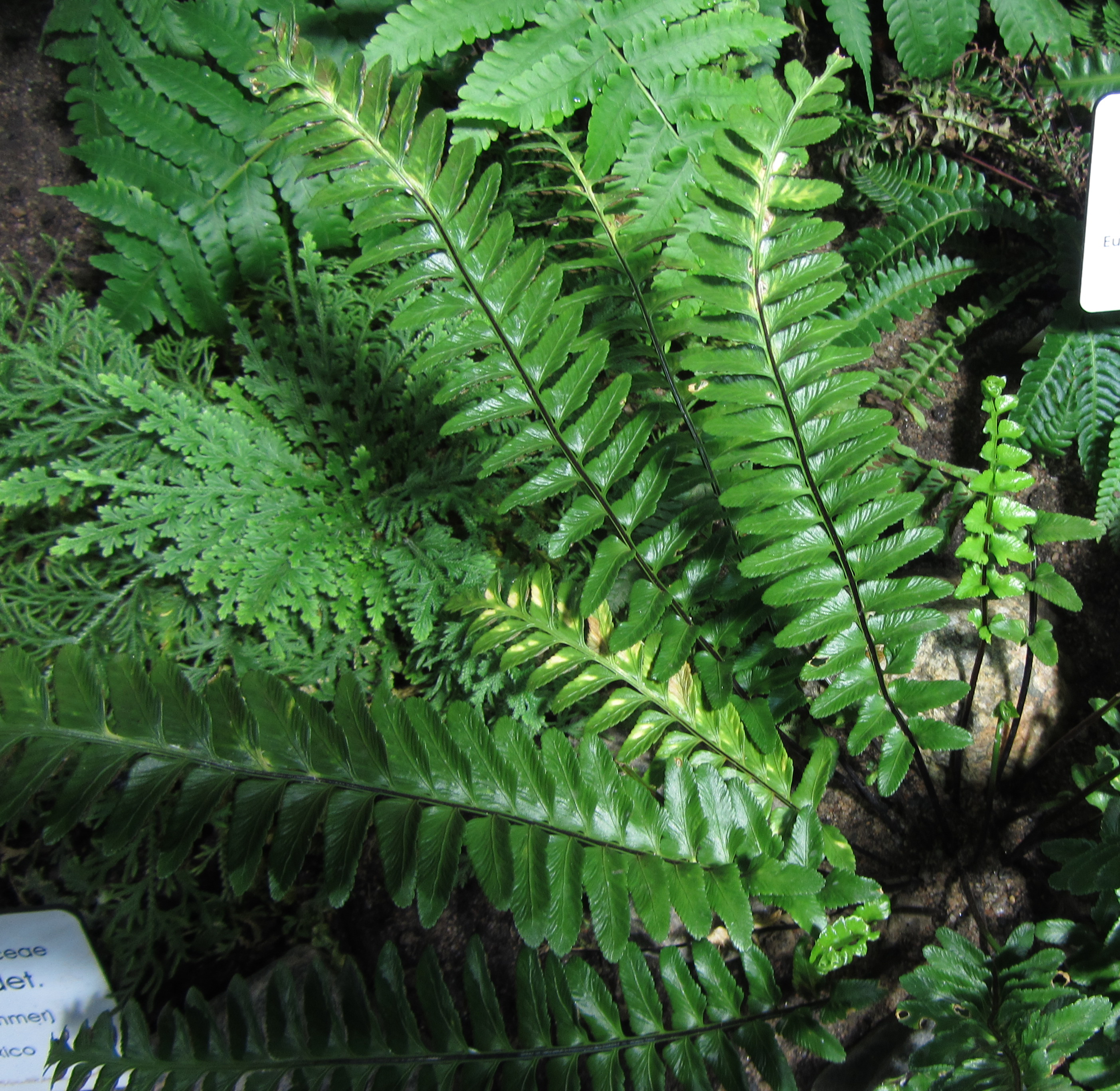
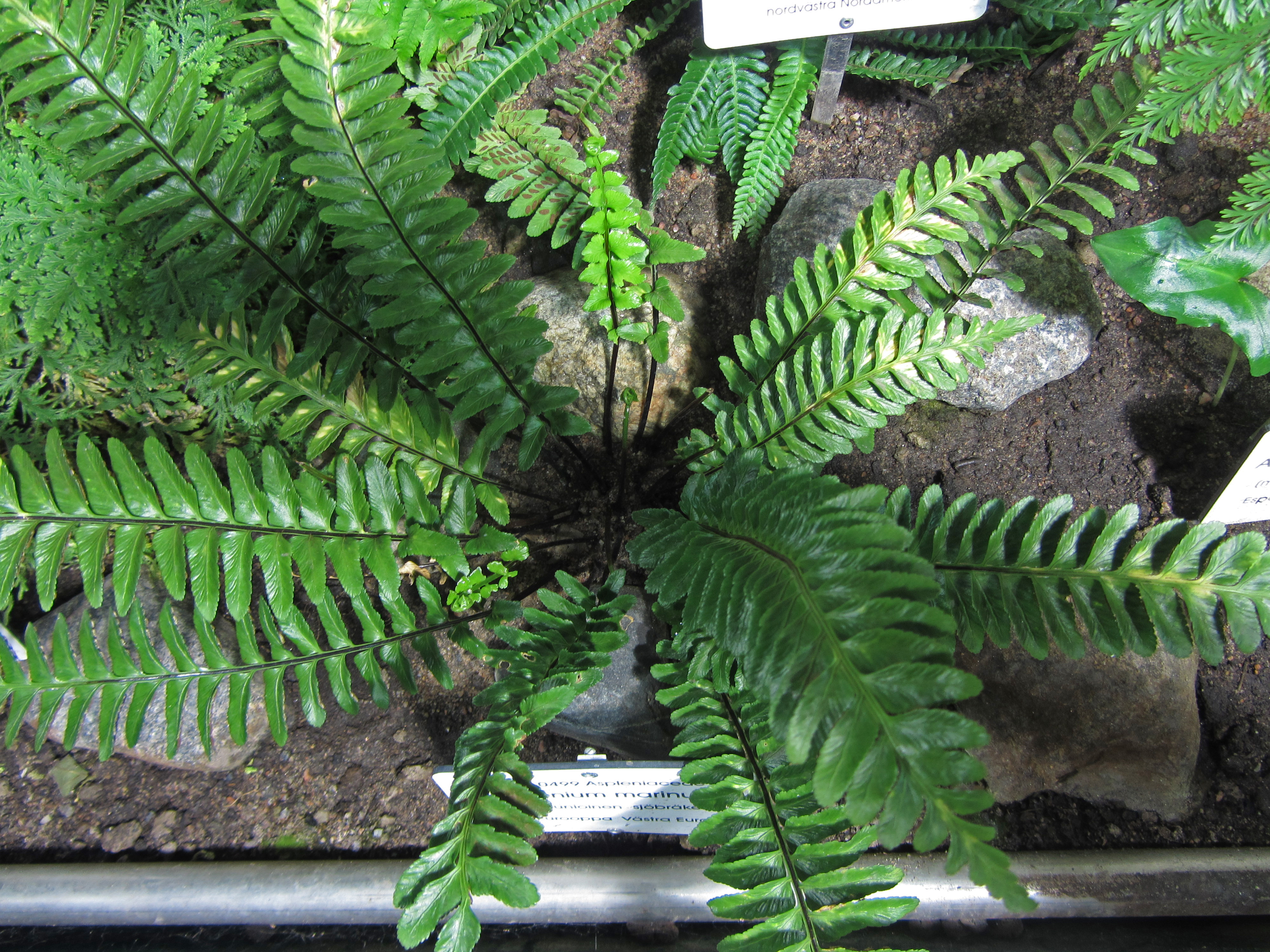
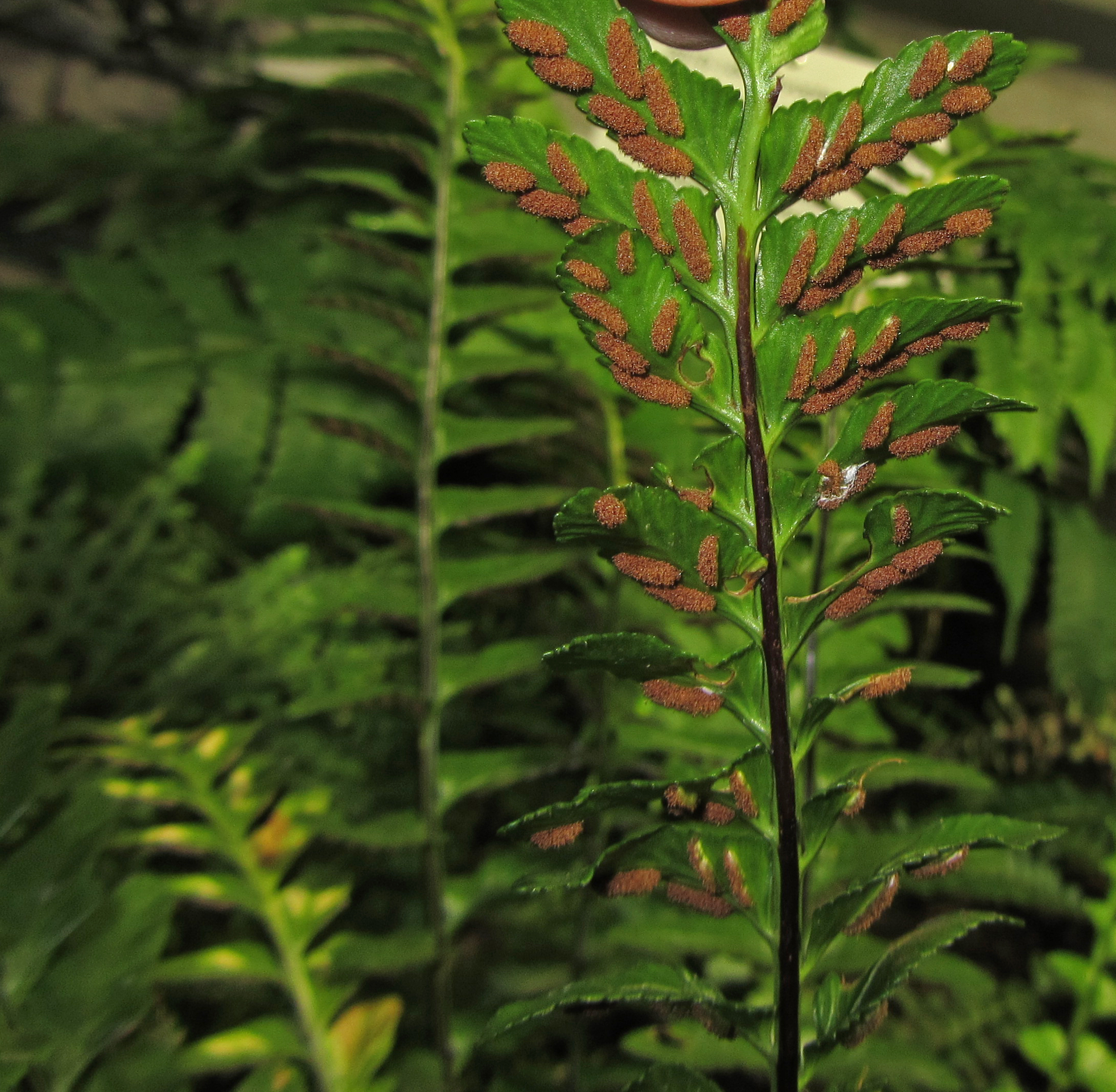
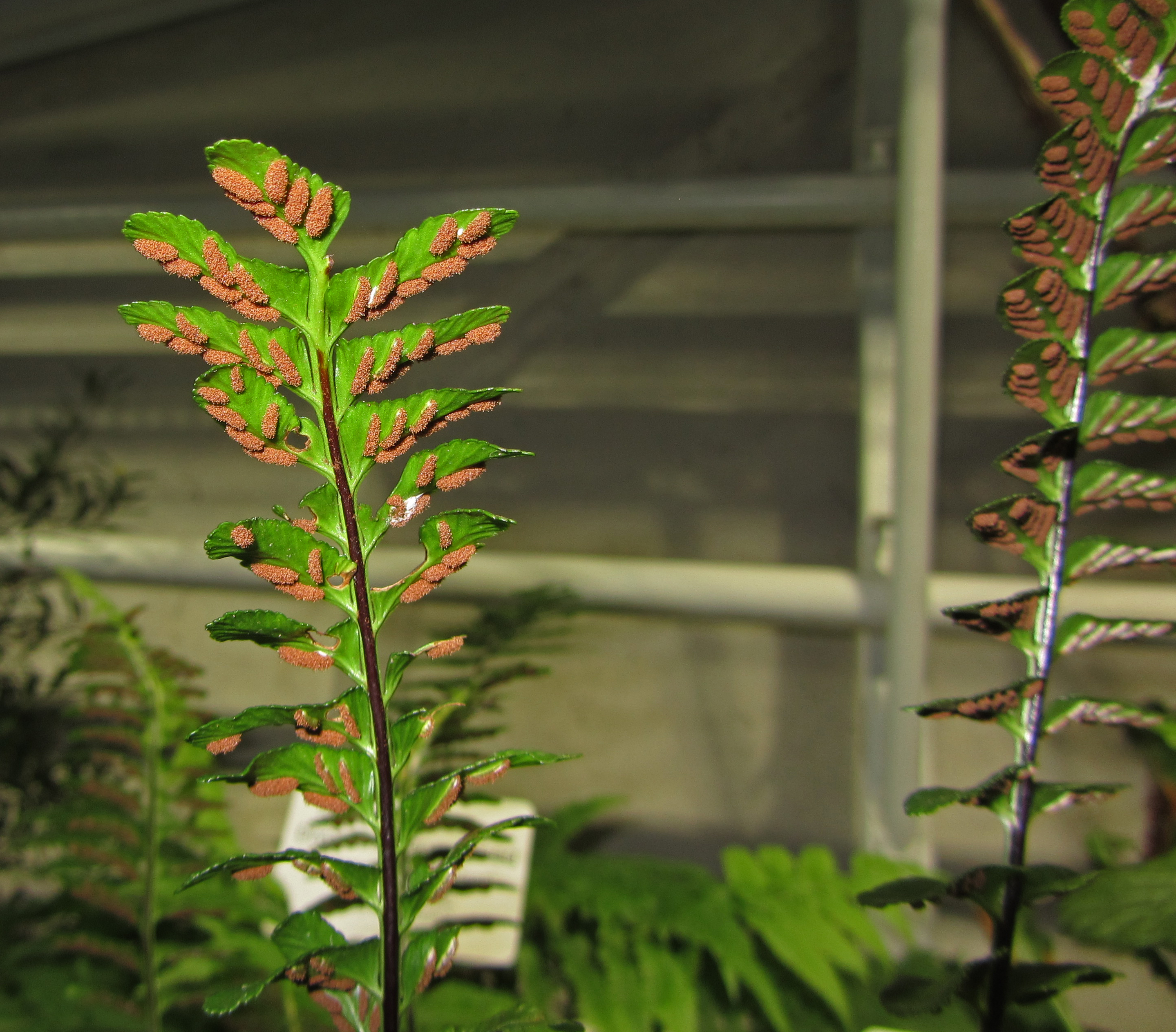
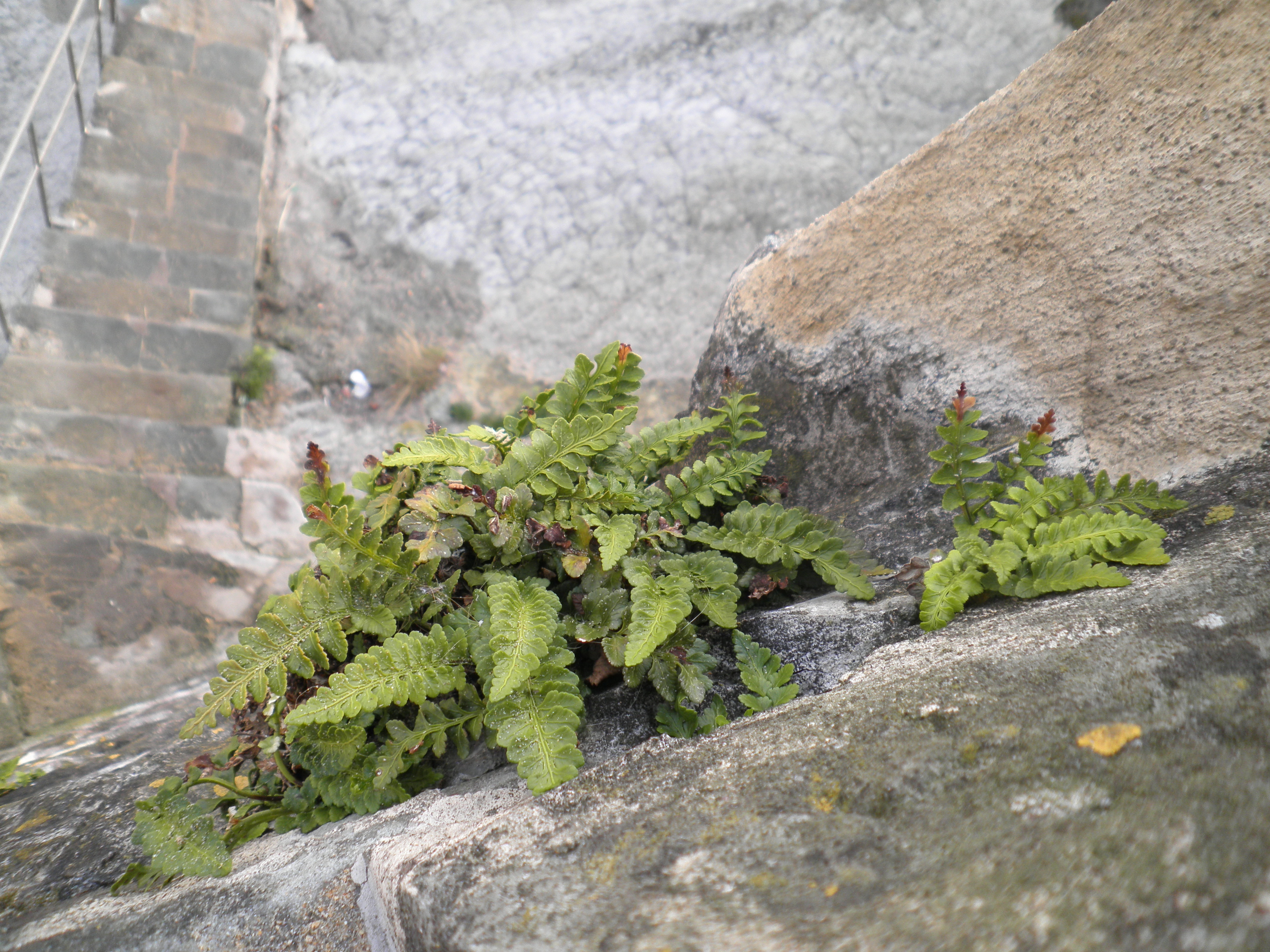